# Yórgos Alkéos
Yórgos Alkéos (en grec : Γιώργος Αλκαίος, souvent translittéré Giórgos Alkaíos), né le 24 décembre 1971 à Athènes, est un chanteur grec. 

## Eurovision 2010
Il a représenté la Grèce au Concours Eurovision de la chanson 2010 à Oslo avec sa chanson Opa (Hop là !). Il s'est classé 8e sur 25 à la finale du concours, obtenant 140 points.

## Discographie
- 1992: Me ligo trak
- 1993: Koita me
- 1994: Den peirazei
- 1995: Anef logou (Gold)
- 1996: Entos Eaftou (Platinum)
- 1997: En Psychro (Platinum)
- 1998: Ta dika mou tragoudia (the best of 92-99)
- 1998: Ichi siopis (Platinum)
- 1999: The remix EP
- 1999: Sirmatoplegma (Gold)
- 2000: Pro ton pylon
- 2001: Oxygono
- 2002: Karma - CD Single
- 2002: Ta tragoudia mou (the best)
- 2003: Kommatia psychis
- 2004: Aithousa Anamonis/Special edition
- 2005: Live tour
- 2006: Nihtes apo fos
- 2007: Eleftheros
- 2008: To Diko Mas Paramithi